# Den hollandske modstandsbevægelse
Den hollandske modstandsbevægelse gjorde under 2. verdenskrig modstand mod tyskerne, der havde besat landet. Den skjulte i efteråret 1944 mere end 300.000 personer. Den bestod af mellem 60.000 og 200.000 medlemmer, og der var over 1.000.000 sympatisører.

## Langsom begyndelse
Modstanden udviklede sig meget langsomt, men efter Februar-strejken begyndte udviklingen at tage fart. De første, der organiserede sig, var kommunisterne. Mere amatøragtige grupper opstod som De Geuzen (oprettet af Bernard ljzerdraat) og Ordediensten. De fleste grupper havde livsfarlige problemer med forræderi de første to år.

### Hjælp til de allierede og jøderne
Nederlandsk kontraspionage, indenrigssabotage og kommunikationsnetværk hjalp De Allierede med vigtige informationer fra begyndelsen af 1944 til befrielsen. 75% (105.000 af 140.000) af de hollandske jøder omkom under Holocaust, de fleste myrdet i koncentrationslejre. En række modstandsgrupper specialiserede sig i at redde jødiske børn: Utrechtse Kindercomité, Landelijke Organisatie voor Hulp aan Onderduikers, Naamloze Vennootschap (NV) og Amsterdam Student Group.

## Definition
Kun aktiv modstand som spionage, sabotage og væbnet modstand blev af hollænderne set som reel modstand.
Anden modstand blev ikke anset for egentlig modstand. Følgende blev senere set som egentlig modstand:
- Aktiv hjælp til at skjule personer
- Overtrædelse af tyske regler og ordrer
- Omfattende sabotage mod de fabrikker, der arbejdede for tyskerne
- Offentlige protester udført af partier, aviser eller kirker.
- Udgivelse af illegale blade.[1]

Modstandsfolk fra "ikke-modstand"sgrupperne blev arresteret af tyskerne, der så anderledes på holdningen om aktiv modstand. Tusinder blev fængslet i måneder, tortureret eller sendt til koncentrationslejre.
Helt ind i det 21. århundrede blev den passive modstand ikke anset som modstand i Nederland. Det er langsomt ved at ændre sig.
Efter krigen indstiftedes et modstandskors (Verzetkruis (ikke at forveksle med Verzetsherdenkingskruis). Korset blev kun givet til 95, og af dem var kun en i live ved tildelingen. Det er et lavt tal i forhold til de hundredetusinder, der udførte illegale handlinger under krigen.

## Aktiviteter
Den 25. februar 1941 opfordrede det Hollandske Kommunist Parti til generalstrejke, Februar-strejken, efter de nazistiske overfald på Amsterdams jøder. Det gamle jødiske kvarter i Amsterdam blev spærret af og gjort til ghetto. Som gengældelse for en række voldelige begivenheder blev 425 jødiske mænd taget som gidsler af nazisterne og sendt til udryddelseslejre. To overlevede. Mange af Amsterdams indbyggere med forskellige politiske holdninger støttede protesterne og strejken. Den 26. februar 1941 sluttede også fabrikker i Zaandam, Haarlem, Ijmuiden, Weesp, Bussum, Hilversum og Utrecht op om strejken. Strejken blev stoppet af tyskerne, der skød ind i en ubevæbnet menneskeskare og dræbte ni, sårede 24 og fængslede en lang række demonstranter. Modstanden mod tyskerne tog til efter episoden. Nederlænderne strejkede yderligere fire gange mod tyskerne: studenterstrejken i november 1940, lægernes strejke i 1942, april-maj strejken i 1943 og togstrejken i 1944. Få lande viste så stor modvilje mod tyskerne som Nederlandene.